# Jenna Forrester
Jenna Forrester (* 14. Juni 2003 in Sandton, Südafrika) ist eine australische Schwimmerin. Sie erschwamm bis 2025 bei Weltmeisterschaften eine Silber- und eine Bronzemedaille auf der 50-Meter-Bahn.

## Sportliche Karriere
Jenna Forrester schwimmt für St. Peter’s Western Swim Club in Brisbane. 2017 gehörte sie zur 4-mal-200-Meter-Freistilstaffel bei den Juniorenweltmeisterschaften, die im Vorlauf disqualifiziert wurde. Zwei Jahre später gewann sie mit der Staffel die Silbermedaille hinter dem US-Quartett. 2021 gewann Forrester die australische Olympiaqualifikation über 400 Meter Lagen, blieb aber etwa eine Sekunde über der Normzeit für Tokio.
Bei den Weltmeisterschaften 2022 in Budapest erreichte Forrester das Finale über 400 Meter Lagen und belegte den siebten Platz. Einen Monat später bei den Commonwealth Games in Birmingham wurde Forrester Sechste über 400 Meter Lagen, ihre Landsfrau Kiah Melverton gewann die Silbermedaille.
Im Jahr darauf startete Forrester bei den Weltmeisterschaften 2023 in Fukuoka über drei Distanzen. Als Vierte über 200 Meter Lagen schlug sie 0,24 Sekunden hinter der drittplatzierten Chinesin Yu Yiting an. Über 200 Meter Rücken belegte Forrester den achten Platz. Über 400 Meter Lagen siegte die Kanadierin Summer McIntosh vor Katie Grimes aus den Vereinigten Staaten, 0,89 Sekunden hinter Grimes gewann Forrester die Bronzemedaille und hatte über zwei Sekunden Vorsprung vor der Viertplatzierten Alexandra Walsh.
Bei den Olympischen Spielen 2024 in Paris schied Forrester über 400 Meter Lagen als Vorlaufneunte aus. Für die Finalteilnahme fehlten ihr 0,16 Sekunden.